# Fotolívos
Fotolívos är en ort i Grekland.   Den ligger i prefekturen Nomós Drámas och regionen Östra Makedonien och Thrakien, i den nordöstra delen av landet, 300 km norr om huvudstaden Aten. Fotolívos ligger 63 meter över havet och antalet invånare är 1 844.
Terrängen runt Fotolívos är platt åt nordost, men åt sydväst är den kuperad.Runt Fotolívos är det ganska tätbefolkat, med 80 invånare per kvadratkilometer. Närmaste större samhälle är Dráma, 13,3 km nordost om Fotolívos. Trakten runt Fotolívos består till största delen av jordbruksmark.